# Parti communiste du Turkménistan
 (mars 2019).
Si vous disposez d'ouvrages ou d'articles de référence ou si vous connaissez des sites web de qualité traitant du thème abordé ici, merci de compléter l'article en donnant les références utiles à sa vérifiabilité et en les liant à la section « Notes et références ».

Drapeau du Parti communiste du Turkménistan.

Le parti communiste du Turkménistan (formellement : Parti communiste de la république socialiste soviétique du Turkménistan) est l'ancien parti unique au pouvoir dans la république socialiste soviétique du même nom jusqu'en 1991. 
Dépendant du Parti communiste de l'Union soviétique (PCUS), il fut dirigé d'une main de fer par Saparmyrat Nyýazow de 1985 à 1991. Quelques semaines après l'indépendance du Turkménistan (le 27 octobre 1991), à l'occasion de son 35e congrès (16 décembre 1991), le parti changea de nom au profit de celui de Parti démocratique du Turkménistan. 